# 亨利·德·巴耶-拉图尔

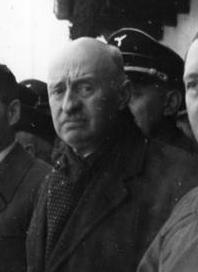
亨利·德·巴耶-拉图尔

亨利·德·巴耶-拉圖爾伯爵（Count Henri de Baillet-Latour，1876年3月1日—1942年1月6日），比利時人，於1925年至1942年擔任第三任國際奧林匹克委員會主席。
拉圖爾是從比利時魯汶大學畢業，後還擔任伯爵及外交官。1942年1月6日他因心臟病死於布魯塞爾，任期隨之結束。